# Phare de Dona Maria Pia
Le phare de Dona Maria Pia ou phare de Ponta Temerosa est un phare situé sur Ponta Temerosa à Praia sur l'île de Santiago, l'une des îles du groupe des Sotavento, au Cap-Vert.
Ce phare est géré par la Direction de la Marine et des Ports (Direcção Geral de Marinha e Portos ou DGMP).

## Histoire
Ponta Temerosa est la pointe méridionale de l'île, à environ 3.5 km au sud-est de la ville de Praia.
Le phare a été construit en 1881 et il a pris le nom de Maria Pia de Savoie, reine du Portugal à l'époque, l'une des dernières reines portugaises.

## Description
C'est une tour octogonale, avec galerie et lanterne, de 21 m de hauteur bâtie à côté d'une maison d'un étage. L'édifice est peint en blanc.
Il émet, à une hauteur focale de 25 m, deux éclats blancs par période de six secondes. Sa portée nominale est de 15 milles marins (environ 28 km).
Identifiant : ARLHS : CAP-003 ; PT-2136 - Amirauté : D2876 - NGA : 113-24202.
|                    |
| Phare D. Maria Pia |

|                 |
| Île de Santiago |

### Lien connexe
- Liste des phares au Cap-Vert